# Carrizo Plain National Monument
Il Carrizo Plain National Monument è un'area protetta (National Monument) nello stato americano della California. Si trova su una pianura compresa tra due catene montuose e preserva un ecosistema che originariamente ricopriva tutta la Central Valley della California meridionale. L'area venne posta sotto protezione dal presidente Bill Clinton nei suoi ultimi giorni di mandato, all'inizio del 2001, ed è amministrata dal Bureau of Land Management, un'agenzia del Dipartimento degli Interni degli Stati Uniti.

## Descrizione
La pianura di Carrizo (un termine spagnolo che significa «cannuccia di palude») si trova sulla Catena Costiera della California meridionale tra le piccole catene montuose denominate Caliente Range e Temblor Range. Si tratta di un bacino endoreico: tutte le precipitazioni si accumulano nel Soda Lake, un lago nella parte nord-occidentale della pianura prosciugato per quasi tutto l'anno. È caratterizzata da un clima steppico e ospita l'ultima prateria rimasta in gran parte intatta della California. Ciò consente di darci un'idea dell'aspetto che poteva avere un tempo la vicina valle del fiume San Joaquin, che, grazie all'irrigazione artificiale, è oggi divenuta una delle aree frutticole più importanti del mondo e l'area agricola più sfruttata degli Stati Uniti.
La vegetazione predominante è costituita da graminacee del genere Poa, ma la struttura del terreno crea un mosaico su piccola scala di varie comunità vegetali a seconda dell'umidità del suolo, dell'altezza e della posizione. Nelle zone più basse, intorno al Soda Lake, crescono atriplici che tollerano un ambiente salino e altre Amarantacee. Dove ogni minima elevazione del terreno protegge il suolo dai sali, si sviluppano varie specie di Composite. Nei luoghi più asciutti e più elevati crescono le piante di lupino. Ginepri e querce crescono qua e là nelle zone centrali un po' più protette. Alcune colline sono ricoperte qua e là da diverse specie di efedra. Poco dopo le piogge, che si verificano soprattutto nel semestre invernale, la pianura si presenta come una distesa di fiori, principalmente Composite e lupini.
Il santuario costituisce la più vasta zona di areale contiguo della volpe pigmea americana di San Joaquin. L'antilocapra, che era stata sterminata nella zona, e il wapiti di Tule sono stati reintrodotti ancor prima che l'area venisse messa sotto protezione. Dagli anni '90, i condor della California, che sono stati rilasciati più a nord, sono stati visti aggirarsi in cerca di cibo sulla pianura di Carrizo. La pianura è un luogo di sosta e svernamento per la gru canadese, il chiurlo americano e il corriere montano, oltre che per numerosi rapaci. Qui crescono anche diverse specie di piante che godono di protezione particolare e considerate in pericolo di estinzione ai sensi dell'Endangered Species Act e della legge statale della California. Per questo motivo la pianura è stata classificata come area ad alta priorità dall'U. S. Fish and Wildlife Service, responsabile della conservazione ambientale, ancor prima che fosse designata Monumento Nazionale.
Lungo il lato nord-orientale dell'area, sotto ai piedi della Temblor Range, corre la faglia di Sant'Andrea. A causa dell'aridità del clima, in questo tratto è poco intaccata dall'erosione, per cui può essere perfettamente osservata nella sua struttura.

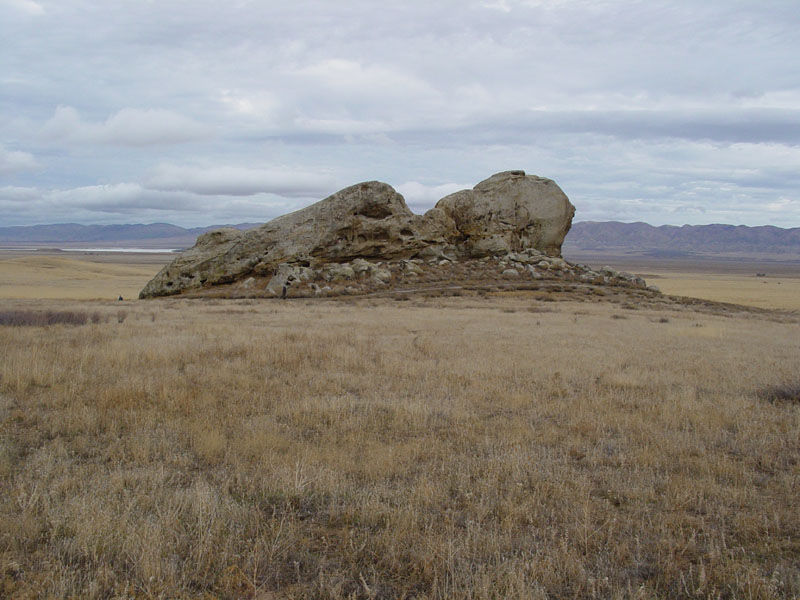
La Painted Rock, la roccia sacra della pianura di Carrizo.

## Il Carrizo Plain National Monument oggi
La pianura fu colonizzata dagli homesteader nella seconda metà del XIX secolo. Inoltre, nelle catene montuose adiacenti furono impiantate diverse piccole miniere. Tuttavia la regione venne ben presto abbandonata, in quanto non era redditizia né per l'agricoltura né per l'estrazione mineraria. Vaste parti del territorio vennero destinate all'allevamento del bestiame su piccola scala prima di essere acquistate dall'organizzazione conservazionista senza scopo di lucro Nature Conservancy. Questa vendette in seguito il terreno al governo federale affinché vi istituisse il Monumento Nazionale.
La Painted Rock, un blocco di arenaria ai margini della pianura, è considerata sacra dagli indiani Chumash e costituisce un simbolo della protezione e della gestione dell'area. La roccia e altri luoghi della zona, così come i manufatti in essa rinvenuti, sono stati riconosciuti come Historic District con lo status di National Historic Landmark nel 2012.